# Klára Cahynová
Klára Cahynová (* 20. Dezember 1993 in Zlín) ist eine tschechische Fußballspielerin.

## Karriere

### Vereine
Die Mittelfeldspielerin Cahynová begann beim 1. FC Slovácko aus der südosttschechischen Stadt Uherské Hradiště mit dem Fußballspielen. Im Jahre 2011 wechselte sie zu Slavia Prag und wurde mit der Mannschaft viermal Tschechischer Meister und zweimal Tschechischer Pokalsieger. Größter Erfolg auf internationaler Ebene war der Einzug ins Viertelfinale der UEFA Women’s Champions League 2015/16, wo die Pragerinnen an Olympique Lyon scheiterten. Zwischen 2014 und 2016 spielte Cahynova noch für die Racers, das Sport-Team der University of Northwestern Ohio in den Vereinigten Staaten. Im Januar 2018 wechselte Cahynova zum deutschen Bundesligisten 1. FFC Turbine Potsdam. Im Sommer 2020 kehrte sie zu Slavia Prag zurück.

### Nationalmannschaft
Klára Cahynová debütierte in der A-Nationalmannschaft, die am 3. Juni 2011 in Kössen das in Freundschaft ausgetragene Länderspiel gegen die Nationalmannschaft Nigerias mit 0:1 verlor.

## Erfolge
Nationalmannschaft
- Slavic-Cup Finalist 2013

Slavia Prag
- Tschechischer Meister 2014, 2015, 2016, 2017
- Tschechischer Pokalsieger 2014, 2016